# 賈仲名
賈仲明（1343年—1422年），亦作賈仲名。自號雲水散人。淄州淄川（今山東淄博）人。移居蘭陵（今山東棗莊東南），元末明初雜劇作家。

## 生平
博覽群書，精於詞曲，曾為明成祖朱棣待從。作傳奇戲曲、樂府極多。有雜劇十六種，現存五種：《昇仙夢》、《度金童玉女》、《玉梳記》、《菩薩蠻》和《玉壺春》。明代朱權《太和正音譜》將“賈仲明《度金童玉女》”列入雜劇“ 國朝三十三本”之中。著有《雲水遺音》，今不傳。